# Дзяли-Чарновські
Дзяли-Чарновські (пол. Działy Czarnowskie) — село в Польщі, у гміні Домбрувка Воломінського повіту Мазовецького воєводства.
Населення — 113 осіб (2011).
У 1975-1998 роках село належало до Остроленцького воєводства.

## Демографія
Демографічна структура станом на 31 березня 2011 року:
|          | Загалом | Допрацездатний вік | Працездатний вік | Постпрацездатний вік |
| -------- | ------- | ------------------ | ---------------- | -------------------- |
| Чоловіки | 60      | 11                 | 43               | 6                    |
| Жінки    | 53      | 6                  | 24               | 23                   |
| Разом    | 113     | 17                 | 67               | 29                   |